# 세계 관광의 날

6개의 UNWTO 지역

세계 관광의 날( 世界 觀光의 날 , World Tourism Day )은 UN 산하의 세계 관광 기구(UNWTO)가 지정한 국제 기념일의 하나이다. 날짜는 9월 27일이다.
1970년 9월 27일 세계 관광 기구 헌장이 채택된데서 날짜를 이 날로 삼았으며, 본격적으로 시행된 것은 1980년부터이다. 관광 산업의 발전을 다짐하고 그 중요성을 널리 알리기 위한 목적으로 지정되었다. 이 날이 되면 세계 각국에서 기념 행사를 개최한다.

## 같이 보기
- (영어) UNWTO 홈페이지 - 세계 관광의 날